# Pièces de monnaie en couronne estonienne
Les pièces de monnaie estoniennes sont une des représentations physiques, avec les billets de banque, de la monnaie d'Estonie.

## L'unité monétaire estonienne
La couronne estonienne (eesti kroner en estonien ; code ISO 4217 EEK) était la devise de l'Estonie du 20 juin 1992 au 1er janvier 2011.
La couronne estonienne est subdivisée en 100 senti (sent au singulier).

## Les pièces de monnaie estoniennes

### La première couronne estonienne (de 1928 à 1940)
La couronne estonienne a été introduite en 1928, en remplacement du mark estonien, 
À la suite de l'invasion soviétique de 1940, la couronne estonienne fut remplacée  par le rouble soviétique

### La série de la république de 1992
À la suite de l'indépendance de l'Estonie, une seconde couronne estonienne fut (ré)introduite dès le 20 juin 1992.
Toute la série comprend les attributs de la nouvelle république :
- la mention EESTI VABARIIK [1]
- le blason de la république

| Valeur   | Paramètres techniques | Paramètres techniques | Paramètres techniques        | Description | Description                                                      | Description | Millésimes |
| Valeur   | Diamètre              | Poids                 | Composition                  | Avers | Revers                                                           | Artiste     | Millésimes |
| -------- | --------------------- | --------------------- | ---------------------------- | --- | ---------------------------------------------------------------- | ----------- | ---------- |
| 5 senti  | 15,95 mm              | 1,29 g                | 93 % Cu 5 % Al 2 % Ni        | Le petit blason (trois lions passants d'azur, avec une langue et des griffes de gueules) de la République d'Estonie et le millésime       | la valeur faciale 5 senti entourée de la mention EESTI VABARIIK  |             | 1991-1995  |
| 10 senti | 17,2 mm               | 1,87 g                | 93 % Cu 5 % Al 2 % Ni        | Le petit blason (trois lions passants d'azur, avec une langue et des griffes de gueules) de la République d'Estonie et le millésime       | la valeur faciale 10 senti entourée de la mention EESTI VABARIIK | 1991-2006   |            |
| 20 senti | 18,95 mm              | 2,27 g                | 93 % Cu 5 % Al 2 % Ni        | Le petit blason (trois lions passants d'azur, avec une langue et des griffes de gueules) de la République d'Estonie et le millésime       | la valeur faciale 20 senti entourée de la mention EESTI VABARIIK | 1992-1996   |            |
| 20 senti | 18,95 mm              | 2,00 g                | Acier plaqué nickel          | Le petit blason (trois lions passants d'azur, avec une langue et des griffes de gueules) de la République d'Estonie et le millésime       | la valeur faciale 20 senti entourée de la mention EESTI VABARIIK | 1997-2006   |            |
| 50 senti | 19,5 mm               | 2,99 g                | 93 % Cu 5 % Al 2 % Ni        | Le petit blason (trois lions passants d'azur, avec une langue et des griffes de gueules) de la République d'Estonie et le millésime       | la valeur faciale 50 senti entourée de la mention EESTI VABARIIK | 1992-2007   |            |
| 1 kroon  | 23,35 mm              | 5,44 g                | 75 % Cu 25 % Ni              | Le blason (trois lions passants d'azur, avec une langue et des griffes de gueules dans un écu) de la République d'Estonie et le millésime | la valeur faciale 1 KROON entourée de la mention EESTI VABARIIK  | 1992-1995   |            |
| 1 kroon  | 23,35 mm              | 5,00 g                | 89 % Cu 5 % Al 5 % Zn 1 % Sn | Le blason (trois lions passants d'azur, avec une langue et des griffes de gueules dans un écu) de la République d'Estonie et le millésime | la valeur faciale 1 KROON entourée de la mention EESTI VABARIIK  | 1998-2006   |            |

### Pièces commémoratives de 1 et 5 couronnes
- pièces commémoratives de 5 krooni :
  - 5 krooni 1993 : pour le 75e anniversaire de la république d'Estonie
  - 5 krooni 1994 : pour le 75e anniversaire de la création de la Banque d'Estonie (Eesti Pank)

- pièces commémoratives de 1 kroon :
  - 1 kroon 2008 : pour le 90e anniversaire de la république d'Estonie